# Almașu Mare
Almașu Mare é uma comuna romena localizada no distrito de Alba, na região histórica da Transilvânia. A comuna possui uma área de 89.30 km² e sua população era de 1487 habitantes segundo o censo de 2007.